# Scaphiopodidae
Scaphiopodidae là một họ động vật lưỡng cư trong bộ Anura. Họ này có 7 loài.

## Phân loại học
Họ Scaphiopodidae gồm các chi loài sau:
- Chi Scaphiopus Holbrook, 1836
  - Scaphiopus couchii (Baird, 1854)
  - Scaphiopus holbrookii (Harlan, 1835)
  - Scaphiopus hurterii (Strecker, 1910)
- Chi Spea Cope, 1866
  - Spea bombifrons (Cope, 1863)
  - Spea hammondii (Baird, 1859)
  - Spea intermontana (Cope, 1863)
  - Spea multiplicata (Cope, 1863)

## Hình ảnh

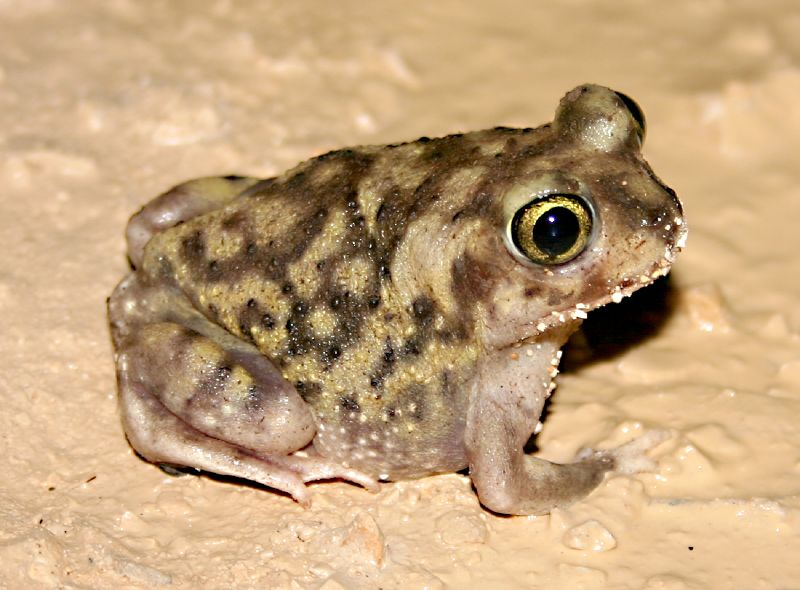
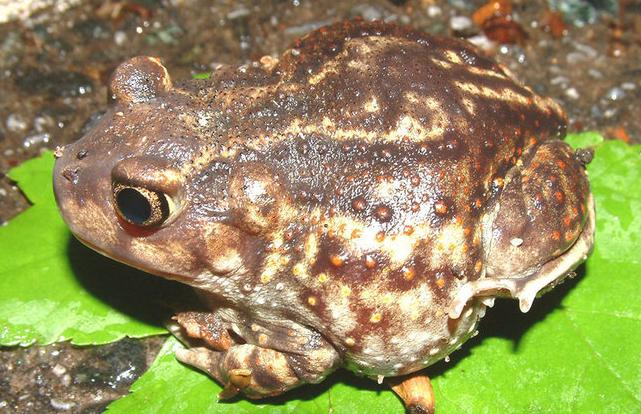
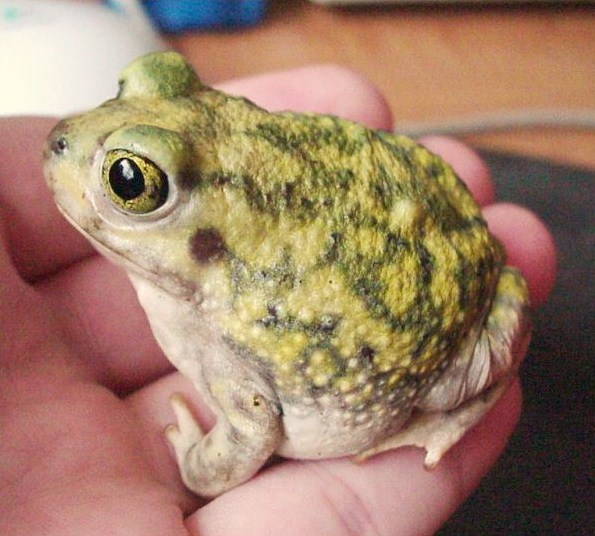
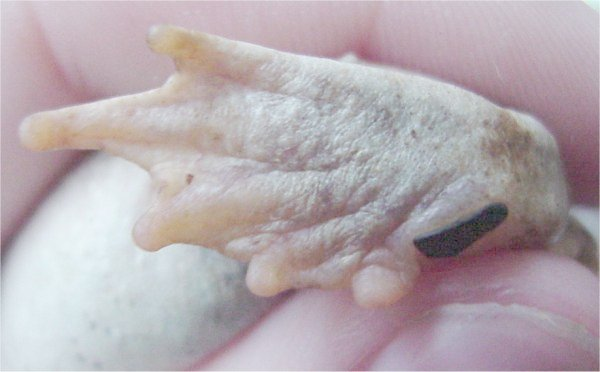